# 算法少女 (小説)
『算法少女』（さんぽうしょうじょ）は、児童文学作家の遠藤寛子による少年少女小説。1973年に岩崎書店から出版され、のち2006年にちくま学芸文庫から復刊された。
安永4年（1775年）に出版された和算書『算法少女』を題材にして書かれ、物語も安永4年に時代が設定されている。2015年にアニメ映画化された。

## 概要
単行本の「はじめに」によると、小説『算法少女』は著者の遠藤が少女時代、父から聞いた話に触発されて著された。
戦前、遠藤の父は工業化学系の技術者として働く一方、幕末・明治期の理化学書を蒐集するのを趣味としていた。書斎での語らいの中で、娘がパスカルの幼少時代のエピソードに感銘を受けたと語ると、父は「日本にも昔むずかしい算術の本を書いた女の子がいる」と、和算書『算法少女』の書名を挙げた。その書名は幼い遠藤の心に焼きついた。
戦後、長じて教師となった遠藤は、教壇に立つ傍ら児童文学に筆を染める。数十年を経てなお色褪せなかったのは『算法少女』という言葉の持つ輝きだった。国立国会図書館に足を運んで復刻版を借り、コピー機などまだ普及していない時代で、薄紙をあてて書き写した。もとより数学は専門の外であった。数年の歳月を費やし、同僚の教師や多くの人々の協力を得て、1973年に小説『算法少女』は岩崎書店から出版された。
和算という特異な分野を扱いながら、少女小説として構成され、和算の知識がなくても楽しめる作品となっている。時代小説として当時の江戸の風俗をたくみに描写している上に、主人公を監視する謎の武士、密書を携えた少年とサスペンス的要素もある。ラストのどんでん返しも含めて、読者を飽きさせない工夫が随所に見られる。
主人公・あきと父・桃三の関係は著者と父の姿に重なる。また、あきの「九九をしらない子がひとりでもいることのないように」という情熱は、遠藤の教育者としての横顔を髣髴とさせる。

## あらすじ
浅草寺に友達と参詣に出かけたあきは、算額を掲げる一団に出遭う。掲額しようとしていたのは、旗本の子弟水野三之助であった。三之助は日頃から、関流宗統の藤田貞資の直弟子であることを鼻にかけていた。あきはついその算額の誤りを指摘してしまい、三之助の怒りを買う。一度は折れて事を収めようとするあきだったが、三之助の執拗な追及に、父千葉桃三譲りの算法の腕で逆に三之助を論破してしまう。
そのことが評判となり、算法家としても知られる久留米藩主有馬頼徸から、あきを姫君の算法の指南役にしたいという話が、父の友人の谷素外を通して舞い込んできた。屋敷勤めに興味はないものの、逼迫する家計を助けるため、貧しい子供たちに算法を教える塾を開く資金を得るため、あきはしぶしぶ承諾する。異例の出世と周囲は舞い上がるが、有馬家には三之助の師匠の藤田貞資も家臣として仕えていた。藤田は関流の面子を守るため、流派から算法に長けたもう一人の少女、中根宇多を呼んで、あきに勝負を挑んできた。

## 登場人物

### 千葉家とその周辺
千葉あき（ちば あき）本編の主人公。13歳。父から手ほどきを受け、算法に特異な才能を見せる。娘らしい遊びや習い事より算法を好んでいるが、流派間の競争心に囚われている大人とは異なった目で算法を見ている。貧しい子供たちに無償で算法を教えていて、塾を開く夢を持っているが、そのための資金がない。家計も逼迫していて悩んでいるところへ有馬家から姫君の算法の指南役にと招かれ、不本意ながら足を運ぶことになる。
千葉桃三（ちば とうぞう）あきの父。上方出身の町医者で、特定の流派に属さない算法家。号は壺中隠者。進んだ算法を学ぶ夢を持って江戸に出てきたが、流派意識の強い関流の算法家に入門を断られ、今でも恨みに思っている。本人は壺中の隠者（世俗に惑わされず、内面の楽しみを追求する）を気取っているが、医師としては貧しい者を無料で診てやる人情家。たまにまとまった診察料が入ると算法の本を買ってしまい、家計はいつも逼迫していて妻や娘を心配させている。
千葉多津（ちば たづ）桃三の妻であきの母。趣味に没頭する桃三を良く思っていない。あきには娘らしい習い事をさせたいと願っている。
桃三と多津の間には、あきの他に長崎に修行に行っているあきの兄がいるが、本編には登場せず消息が語られるのみである。
谷素外（たに そがい）桃三の幼馴染。一陽井の号を持つ俳人で談林派七世。桃三と違って世事に長け、有馬家などの武家や文人に縁故を持つ。桃三とは損得抜きの間柄で、あきの算法指南役の件でも何かと千葉家の世話を焼く。盗用の疑いをかけられたあきの汚名を雪ぐため、和算書の出版を持ちかけ、『算法少女』出版の運びとなる。

### 算法家
水野三之助（みずの さんのすけ）旗本の子弟。若年ながら藤田貞資の直門であることを鼻にかけている。浅草寺に算額を奉納しようとして誤りをあきに指摘され、恨みを抱く。
有馬頼徸（ありま よりゆき）久留米藩21万石の藩主。算法家としても有名で、明和6年（1769年）に豊田文景の名で『拾機算法』を著した。あきの噂を聞いて、姫君の算法の指南役として召し抱えようとするが、横槍が入る。
藤田貞資（ふじた さだすけ）有馬家家臣。当時の算法最大流派である関流の宗統（家元）。関流の門人でもなく、弟子の三之助に恥をかかせたあきを頼徸が召し抱えようとするのを面白く思わず、中根宇多との勝負を持ちかける。物語中では流派意識に凝り固まった悪役として描かれている。
中根宇多（なかね うた）算法を得意とするもう一人の少女。算法家・中根元圭（なかね げんけい）、彦循（げんじゅん）親子の遠縁で、あきと同じ13歳。あきと勝負をすることになる。
本多利明（ほんだ としあき）鈴木彦助のアドバイスであきが訪ねる算法家。海外の事情にも通じていて、藤田と同じ関流でありながら、流派意識に囚われそうになるあきを「身分も流派も男女の別も関係ない。算法ほど厳しく正しい学問はない」とさとす。
鈴木彦助（すずき ひこすけ）奥州訛りのある御家人。陰ながらあきを見守り、アドバイスを送る。後に最上流（さいじょうりゅう）を開いて関流と論争を繰り広げる会田安明である。

### その他
山田多門（やまだ たもん）謎の武士。あきが子供たちに算法を教える木賃宿・松葉屋の周囲に出没する。やがてあきのペースに乗せられ、一緒に子供たちに読み書きを教えることになる。浪人を名乗ったが、実は有馬家家中の侍吉田郁之進で、松葉屋に近付いたのには理由があった。
伊之助（いのすけ）松葉屋に宿泊する老人。出稼ぎに出て行方不明になった息子を探すため、孫の万作とともに江戸に来て、体を壊した。あきは伊之助に薬を届けた縁で、木賃宿に寄宿する子供たちに算法を教えることになった。しかし、伊之助の本当の目的は別にあった。
万作（まんさく）伊之助の孫。表向きは、行方不明の父親を探すために江戸にやってきた。子供ながら寝込んだ祖父を助け、生活費を稼ぐため昼間はいつも外出している。あるものをあきに託す。

## 作品の評価と復刊までの経緯
刊行の翌1974年、『算法少女』は児童文学として評価され、サンケイ児童出版文化賞を受賞した。数学教育の現場でも受け入れられ、多くの読者を得た。また、異例なところでは『推理小説の評論家として高名なさる方から』『推理小説作家の会合に出てみないか』と誘われた、と遠藤は筑摩書房のPR誌『ちくま』同年9月号にて告白している。ともあれこの作品の特徴は、一見関連の薄い多様な分野からそれぞれ高い評価を得ていることである。
しかし出版から十余年を経て、小説『算法少女』は絶版（厳密には在庫切れ増刷未定）となる。遠藤によれば「本も商品ですから」。
すでに遠藤自身も復刊を諦めかけた頃、都立戸山高校のある教諭が、生徒への課題に小説『算法少女』を用いた。絶版ゆえに手書きの丁寧な資料を作成するほどの熱心さだった。また、東大寺学園中学・高校教諭である小寺裕の音頭で復刊ドットコムに小説『算法少女』が登録された。瞬く間にまとまった票が集まったが、まだ復刊には道のりが遠かった。お茶の水女子大学と文京区の共催で2004年『和算の贈り物』というイベントが催された。その折り、多くの数学者とともに遠藤に講演の機会が与えられた。これに弾みを得て、月刊誌『数学セミナー』の元編集者亀井哲治郎の尽力により、2006年、30年ぶりに小説『算法少女』がちくま学芸文庫から復刊されることになった。

## 書誌情報
- 遠藤寛子『算法少女』箕田源二郎（絵）、岩崎書店〈少年少女歴史小説シリーズ〉、1973年、211頁。ISBN 4-265-93009-3。
- 遠藤寛子『算法少女』箕田源二郎（絵）、筑摩書房〈ちくま学芸文庫 Math & Science〉、2006年8月、272頁。ISBN 4-480-09013-4。

## 受賞
- 2008年3月、2018年度日本数学会出版賞受賞[6]
（受賞理由）安永四年に刊行された和算書「算法少女」の成立をめぐる史実を下敷きにして、千葉あきという13歳の少女を主人公に、江戸時代において和算がいかに庶民のあいだに広まっていたかを生き生きと描き出した少年少女向けの歴史小説である。本書は、和算のみならず学問の魅力が一般向けに描かれていること、和算の雰囲気をなるべく正確に伝えていること、本書を原作とした漫画・アニメーション作品も発表されていることから、誰にでも楽しめる数学啓蒙書であり、本賞に相応しいものである。

## 漫画
歴史・時代漫画雑誌『コミック乱』（リイド社）において2010年から2014年まで、秋月めぐるによる漫画版が連載された。
単行本
秋月めぐる（画）、遠藤寛子（原作）『算法少女』リイド社〈SPコミックス〉 既刊1巻
- 1巻 2012年9月27日発売 ISBN 978-4-8458-4210-0

## アニメ
制作工房赤の女王によって2015年にアニメ映画化され、2016年12月24日に公開された。以後、国内とカンボジアで上映された。

### キャスト
- 千葉あき - 須藤沙也佳
- 山田多門 - 木村淳
- 有馬頼徸 - 木村淳
- 中根宇多 - 杉原夕紀
- 千葉桃三 - 古谷敏
- 千葉多津 - 駒塚由衣
- 藤田貞資 - 加藤茂雄
- 水野三之助 - 嶋田久作
- 谷素外 - 森章二
- 本多利明 - 外村史郎
- 伊之助 - 石塚大輔
- 万作 - 市川愛子
- さと - 一乃瀬ひな
- 絵双紙屋の女将 - わかばかなめ
- 片目の男 - 野川和之
- けい - 大隅えりか
- みつ - 深森らえる
- 松葉屋主人 - 黒田浩史
- 太田玄蕃 - 黒田浩史
- 家臣 - 岡本裕輝
- 船頭 - 鈴木慎悟
- 夜回り - 千葉天
- オランダ船の船長 - デモス・ヨハネス
- お寛おばさん - 遠藤寛子（特別出演）

### スタッフ
- 企画製作 - 赤の女王
- プロデューサー - 三村渉
- 原作 - 遠藤寛子
- 脚本 - 三村渉、高野楓子
- 音響 - 高木創
- 監督 - 外村史郎
- 音楽 - 真柴史朗、amamania、和太鼓チーム・羽瑠、メトロロ、雷門西部町会囃子連、小黒七重、伊吹清寿

### 主題歌
「渡る鳥の歌」
歌 - fufu / 作詞 - 日野原希美 / 作曲 - 藤本ゲン